# Dallos Szilvia
Dallos Szilvia (Budapest, 1935. január 30. –) Balázs Béla-díjas magyar színésznő, író. A Magyar Szinkron Egyesület elnökségi tagja.

## Életpályája
Dallos Péter és Ungvári Katalin gyermekeként született. 1953-ban érettségizett a Koltói Anna Leánygimnáziumban. 1953–1957 között a Színház- és Filmművészeti Főiskola táncrendező szakán tanult. 1954-1958 között az Állami Balettintézet balettmester szakát végezte el. 1957–1958 között a Budapesti Operettszínházban játszott. 1958–1960 között az Országos Rendező Iroda munkatársa volt. 1960–1962 között az egri Gárdonyi Géza Színház tagja volt. 1966 óta a Magyar Rádió külső munkatársa, riportokat készít, műsorokat szerkeszt. 1966-1969 között a Pannónia Filmstúdió társulatának tagja volt. 1969–1973 között az Irodalmi Színpad, 1973–1994 között pedig szinkrontársulati tag volt. 1987-1991 között a Szinkronika című lap felelős szerkesztője volt.
Két alkalommal színpadi szerzőként is bemutatkozott. Akvárium című darabját a kecskeméti Katona József Színház, az Utószinkront pedig a Budapesti Kamaraszínház mutatta be. A bemutatók időpontja: 1973, illetve 2009.

## Magánélete
1958-ban házasságot kötött Lestár János filmrendezővel. Egy lányuk született: Ágnes (1972). Veje Kálloy Molnár Péter színész.

## Színházi szerepei
A Színházi adattárban regisztrált bemutatóinak száma: 17.
| - Kertész Imre: Bekopog a szerelem....Irén - Danek: Szemtől szembe....Kubesova - William Shakespeare: A makrancos hölgy....Özvegyasszony - Zapolska: Dulszka asszony erkölcse....Főbérlő - Darvas József: Hajnali tűz....Özv. Vanczákné - William Shakespeare: Sok hűhó semmiért....Margit - Satunovszkij: Juanita csókja....Rosita - B. Dávid Teréz: Dódi....Anyu - Kiritescu: Szarkafészek....Coletta Duduleanu | - Zelk Zoltán: Az ezernevű lány....Madár - Hubay Miklós: Lélegzetvisszafojtva....Az asszony - Kiss Károly: Minden hatalmat!....Nyomozónő - Somlyó György: A bírák könyvéből....Karvezetőnő - Büchner: Leonce és Léna....A nevelőnő - Gelléri-Wolker-Novomsky-Stehlik: Bizakodva.... - Miroslav Stehlik: A bizalom vonata....Egyik nyugdíjas - Clark: Mégis, kinek az élete?....Mrs. Hill |

## Filmjei
| - A tér (1961) - Új Gilgames (1963) - Asszony a telepen (1963) - Már nem olyan időket élünk (1964) - Négy lány egy udvarban (1964) - Karambol (1964) - Ketten haltak meg (1966) - Próféta voltál szívem (1968) - Hazai pálya (1969) - A szabadság katonái (1977) - Hülyeség nem akadály (1986) | - Princ, a katona 1-13. (1967) - A hetedik kocsi (1971) - Jó estét nyár, jó estét szerelem (1972) - Téli sport (1974) - Simon és Clotilde (1977) - Appassionata (1982) - Történetek a vonaton (1983) - Angyali történetek (2000) - Az Időkirály birodalma (2007) (író is) - Kiliki a Földön (2008) - Illemberke (2008) (író is) |

## Művei

### Rádiójátékok
- A Picquart-ügy
- Baker hadnagy
- A lámpavivő Lámpása
- Az igazi Robinson

### Kötetek
- Akvárium (dráma, 1973)
- Balázs és Boglárka az idő birodalmában (mesejáték, 1980)
- Zónaidő (dráma, 1983)
- Illemberke történetei az óvodában (gyermekkönyv, 1991)
- Forgatások mosolya. Anekdoták a magyar film történetéből (anekdoták, 1995)
- Cukorkásüveg. Élni a világ szélén (kisregények, elbeszélések, 1997)
- Illemberke az iskolában (gyermekkönyv, 1998)
- Magyar hangja... A magyar szinkronizálás története (szerkesztette, 1999)
- Az Időkirály birodalma (2003)
- Magyar hangja... A szinkronizálás története; 2. bőv. kiad.; Nap, Bp., 2005
- Utószinkron. Dráma 2 felvonásban. Játszódik az ötvenes évek elején; Nap, Bp., 2006 (Álarcok)
- Forgatások mosolya. Anekdoták a magyar film történetéből; 2. jav., bőv. kiad.; Nap, Bp., 2014 (Álarcok)
- Szimat naplója; Nap, Bp., 2015 (Álarcok)
- Akvárium. Dráma két részben; Nap, Bp., 2018
- Magyar hangja. A szinkronizálás története; 3. bőv. kiad.; Nap, Bp., 2018
- Akvárium. Dráma 2 felvonásban. Játszódik a hetvenes évek elején; Nap, Bp., 2018 (Álarcok)
- Élni a világ szélén. Elbeszélések; Nap, Budapest, 2023 (Álarcok)

## Szinkronszerepeiből
- A szív szavai: Doris Asterman – Honor Blackman
- Az Onedin család: Sarah Onedin – Mary Webster
- Charlie – Majom a családban: Frau Hoppe – Brigitte Böttrich
- Dallas: Eleanor "Miss Ellie" Southworth Ewing Farlow #1 – Barbara Bel Geddes
- Egy független asszony: Steed mama – Brenda Fricker
- Gorillák a ködben: Roz Carr – Julie Harris
- Katts és kutyája: Alice Davenport – Sharon Acker
- Kés/Alatt: Dr. Erica Noughton – Vanessa Redgrave
- Majd elválik!: Ramona Calvert – Gena Rowlands
- Második lehetőség: Felicity Cook – Frances Lee McCain
- Őrangyal: Elisa – Giovanna Ralli
- Rabszolgasors: Ester Almeida – Beatriz Lyra
- Sebzett szívek: Columba Sanchez – María Victoria
- Van, aki forrón szereti: Szirup Susan – Joan Shawlee
- A Csárdáskirálynő: Vereczky Szilvia - Anna Moffo
- Columbo: Gyönyörű gyilkos (Viveca Scott) – Vera Miles (1. szinkron)
- Columbo: Gyönyörű gyilkos (Moderátor a divatbemutatón) – Layne Mathess (2. szinkron)
- Columbo: A végzetes nyom (Harriet Jenkins) – Alice Backes
- Derrick (A tettes virágot küld című rész): Vera Baruda – Ruth Leuwerik

## Díjai
- A legjobb szinkronalakítás díja (1966)
- Balázs Béla-díj (1979)[1]
- A József Attila Színház drámapályázatának különdíja (2001)
- SZIDOSZ Életmű-díj (2017)